# Com'è umano lui!
Com'è umano lui! è un film per la televisione biografico del 2024 diretto da Luca Manfredi, dedicato a Paolo Villaggio, interpretato dal comico genovese Enzo Paci. Il film ripercorre i primi anni della carriera di Villaggio, da quando era un oscuro impiegato al successo della serie di Fantozzi.

## Trama
Genova, 1959. Paolo Villaggio e la sua piccola “banda” di amici della borghesia genovese, composta da un giovanissimo Fabrizio De André e da Piero Repetto detto il “Polio”, professore di greco in sedia a rotelle, compiono le loro goliardiche scorribande notturne.
Mentre di giorno “Polio” lavora come docente, Paolo e Fabrizio se la dormono e, a tempo perso, compongono canzoni come Il fannullone e Carlo Martello.
Paolo è uno studente di legge decisamente fuoricorso che non ha alcun interesse a fare l'avvocato, e per gli scarsi risultati viene costantemente rimproverato dagli autoritari genitori (rispettivamente uno stimato ingegnere della Genova "bene" e un'insegnante di tedesco) che per lui non vedono nessun futuro. Il vero talento di Paolo, tuttavia, è quello di far ridere: nei pomeriggi passati al Lido di Genova intrattiene i suoi amici leggendo i necrologi con uno humour nero spassosissimo, ed è proprio qui che conosce Maura Albites, di cui rimane affascinato. Dopo un inizio non esaltante, i due si innamorano e malgrado la contrarietà dei rispettivi genitori, iniziano a frequentarsi, finendo anche a fare l'amore sulla spiaggia. Subito dopo, però, Maura parte per Londra. Dopo tre mesi di lontananza Paolo si sta ormai rassegnando ad averla persa, ma un giorno Maura si ripresenta a Genova con una sorpresa: è rimasta incinta di lui. L'entusiasmo di aspettare un figlio dalla donna che ama è tuttavia motivo di preoccupazione: Paolo non ha una laurea né un impiego, quindi non può mantenere una famiglia. Chiede così sostegno economico ai genitori, i quali accettano a condizione che Paolo si sposi con Maura. Il padre Ettore, mettendolo di fronte alle sue responsabilità di novello genitore, gli procura un impiego alla Cosider. Paolo - suo malgrado - accetta e negli uffici della fabbrica resiste circa sette anni tra sbadigli, assenteismo, parole crociate, battaglie navali con il suo compagno di stanza, il ragionier Bianchi (prototipo di Fantozzi), l'arrogante signorina Bertucciani (prototipo della signorina Silvani) e il capoufficio dott. Fantocci (anch'egli ispirazione per Fantozzi).
Sono anni che Paolo sopporta solo grazie alle sue estemporanee "esibizioni"  nel teatrino della goliardica compagnia Baistrocchi. Qui, incoraggiato dalla moglie e dall'amico Faber (De André) il quale muove i suoi primi passi nella musica, Villaggio propone al pubblico un umorismo caustico con dentro alcuni "embrioni" dei personaggi che poi lo renderanno celebre. Viene così notato da Ivo Chiesa, direttore del Teatro Stabile di Genova, che gli propone di esibirsi nel Cinema Teatro in Piazza Marsala. Nello stesso periodo sfoga la sua frustrazione in ufficio scrivendo battute per un piccolo programma radiofonico a puntate, "Il sabato del Villaggio",  recitato da lui stesso, dove decanta con humour le disavventure del Ragionier Ugo Fantozzi. La vera svolta arriva nel 1967, proprio nel teatrino di Piazza Marsala, quando viene scoperto casualmente da Maurizio Costanzo, il quale in realtà era lì per vedere
Jannacci, che quella sera è malato, e che Paolo sostituisce all’ultimo momento, venendo letteralmente "buttato" sul palcoscenico dall’impresario Ivo Chiesa. Costanzo, entusiasta dell’umorismo aggressivo del "Professor Otto von Kranz", un maldestro prestigiatore tedesco interpretato da Paolo (personaggio ispirato a sua madre) gli propone un contratto nel suo teatro romano di cabaret: il "7x8". A questo punto Paolo ha finalmente l'occasione per fare l'attore, ma si trova a dover decidere se lasciare o meno il suo frustrante ma stabile impiego alla Cosider. Maura, che conosce la sofferenza di Paolo, refrattario al suo lavoro da travet, lo convince a lasciare il certo per l’incerto e a licenziarsi dall’azienda, per tentare il successo artistico.
Da lì in poi è un’escalation di successi, che vanno dal teatrino di Costanzo a un nuovo modo di fare la televisione con Quelli della domenica nel 1968, dove Paolo interpreta ancora l’aggressivo professor Kranz e una prima versione dell’impiegato Ugo Fantozzi. Unica nota triste di quel periodo è la scomparsa prematura del caro amico "Polio". Poi nel 1969, con il varo della nuova trasmissione Rai È domenica, ma senza impegno, Villaggio inventa un nuovo personaggio, il succube impiegato Giandomenico Fracchia alle prese con il Megadirettore, interpretato nei divertenti sketch dall’attore Gianni Agus. Il successo televisivo è enorme e anche i genitori di Paolo, venuti ad assistere di persona alle riprese della trasmissione, si convincono della sua bravura e si congratulano con lui. Ormai la sua popolarità è alle stelle e gli consente di scrivere anche due libri sul "ragionier Ugo Fantozzi", parodia tragicomica dell’impiegato (che ha alcuni punti in comune anche con Fracchia) e che gli regalerà un enorme successo nelle sale cinematografiche nel 1975, consegnando la sua maschera alla storia del cinema italiano.

## Ascolti
| Prima TV       | Rete televisiva | Telespettatori | Share  |
| -------------- | --------------- | -------------- | ------ |
| 30 maggio 2024 | Rai 1           | 1 930 000      | 11,60% |

## Riprese
Il film è stato girato nell'autunno del 2023 principalmente a Genova tra Boccadasse, la spiaggia sotto Corso Italia, il Porto Antico e la passeggiata di Nervi ma anche a Rapallo, Santa Margherita e Arenzano. Gli interni, invece, sono stati girati a Roma.